# 2015年ストックホルムの夏のフェスティバルでの性的暴行事件
2015年ストックホルムの夏のフェスティバルでの性的暴行事件（2015ねんストックホルムのなつのフェスティバルでのせいてきぼうこうじけん、En:We Are Sthlm sexual assaults）は、ストックホルムの夏のフェスティバル(We Are Sthlm)の最中に難民がスウェーデンの若い女性達に性的暴行を加えた事件である。2015年だけでなく2014年にも同様の事件が確認されている。
スウェーデンが2015年に登録した難民庇護申請者は約16万人に達する。スウェーデン政府はシリアからの全ての紛争難民に居住権を与えた最初の国であり、2015年度では人口比率で見れば他のどの欧州の国よりも難民を受け入れた国であった。

## 概要
2014年と2015年の8月にストックホルムで開かれたフェスティバルにて、アフガニスタンからの難民らがスウェーデンの若い女性を取り囲み性的暴行を加えた。事件当初スウェーデン警察は若いアフガニスタン人達が少女らに性的嫌がらせをしていることに気がついていた。だが警察当局は比較的少数の犯罪があり少数が逮捕されたと発表するだけだった。
2014年のフェスティバルでもアフガニスタンからの難民がスウェーデンの少女に性的嫌がらせをしていたが、スウェーデン検察当局は難民庇護申請者による犯罪を事実上黙認していた。警察は2015年のフェスティバルでも警告を出さず、同様の事件がおこった。
この情報はスウェーデンのダーゲンス・ニュヘテル紙にリークされた情報によって明らかになった。事件が明るみに出て、政府も調査に本腰を入れ始めた。とくに2015年のフェスティバルでは、スウェーデンのステファン・ロベーン首相が警察当局がどのようにこの事件を取り扱ったかを調査するよう命じた。「容疑者が法の裁きを受けなかったことと警察が事件を報告しなかったことから、この事件は被害者への二重の裏切りであり、警察は何も隠蔽すべきではない」ともロベーン首相は述べている。